# 蝎虎座CP
蝎虎座CP（CP Lacertae）也被称为1936年蝎虎座新星（Nova Lacertae 1936）是一颗位于蝎虎座的新星，1936年爆发。爆发时最亮视星等为2.1，它的亮度在9天下降了3等。
它是被幾位觀測者獨立發現的，包括在美國的Leslie Peltier和在義大利的E. Loreta。

## 天球坐标
- 赤经：22h 15m 40s.64
- 赤纬：+55° 36' 58".3